# شهرستان یییانگ (استان هنان)
شهرستان یییانگ (به انگلیسی: Yiyang County) یک شهرستان در چین است که در لوئویانگ واقع شده‌است.